# Liste de variétés de poissons rouges
Cette liste recense les variétés de poissons rouges. Le Poisson rouge (Carassius auratus), probablement issu du Carassin argenté (C. gibelio), est présent dans les bassins et les aquariums du monde entier, où il est même considéré comme un animal domestique,,,.

## Variétés àqueuesimple
| Nom(s) (anglais)                       | Image                  | Origine(s) | Corps et écaillure            | Nageoires et queue                    | Couleur(s)                   | Codification/Standard |
| -------------------------------------- | ---------------------- | ---------- | ----------------------------- | ------------------------------------- | ---------------------------- | --------------------- |
| Aurora (ja)                            | Illustration manquante | Japon      | Corps ?, type ?               | Nageoires ?, queue ?                  | ?                            | ?                     |
| Comète (Comet)                         | Comète                 | États-Unis | Corps élancé, type métallique | Nageoires assez longues, longue queue | Rouge, blanche, jaune        | N-N-N-me-H-C, rouge   |
| Jikin (Peacock tail)                   | Illustration manquante | Japon      | Corps ?, type ?               | Nageoires ?, queue ?                  | ?                            | ?                     |
| Poisson rouge commun (Common goldfish) | Poisson rouge commun   | Chine      | Corps élancé, type métallique | Nageoires courtes, queue courte       | Rouge, jaune, noire, blanche | N-N-N-me-N-N, rouge   |
| Shonai                                 | Shonai                 | Japon      | Corps ?, type métallique      | Nageoires ?, longue queue             | ?                            | ?                     |
| Wakin                                  | Wakin                  | Chine      | Corps ?, type métallique      | Nageoires ?, queue courte             | ?                            | ?                     |
| Watonai (ja)                           | Watonai                | Japon      | Corps ?, type ?               | Nageoires ?, longue queue             | ?                            | ?                     |

### Shubunkins
| Nom(s) (anglais)                         | Image                  | Origine(s)  | Corps et écaillure           | Nageoires et queue                 | Couleur(s) | Codification/Standard |
| ---------------------------------------- | ---------------------- | ----------- | ---------------------------- | ---------------------------------- | ---------- | --------------------- |
| Shubunkin américain (American shubunkin) | Shubunkin américain    | États-Unis  | Corps élancé, type mixte     | Nageoires longues, longue queue    | Calico     | N-N-N-H-C, calico     |
| Shubunkin de Bristol (Bristol shubunkin) | Illustration manquante | Royaume-Uni | Corps plus large, type mixte | Nageoires ?, queue courte et large | Calico     | N-N-N-H-B, calico     |
| Shubunkin de Londres (London shubunkin)  | Shubunkin de Londres   | Royaume-Uni | Corps élancé, type mixte     | Nageoires courtes, queue courte    | Calico     | N-N-N-N-N, calico     |

## Variétés à queue double ou asiatiques

### Oranda et apparentés
| Nom(s) (anglais)                  | Image                  | Origine(s) | Corps et écaillure                 | Nageoires et queue                                                    | Couleur(s)    | Codification/Standard         |
| --------------------------------- | ---------------------- | ---------- | ---------------------------------- | --------------------------------------------------------------------- | ------------- | ----------------------------- |
| Azumanishiki (ja) (Calico oranda) | Azumanishiki           | Japon      | Corps ovoïde, tête coiffée, type ? | Nageoires ?, queue ?                                                  | Calico        | ?                             |
| Chakin (ja) (Chocolate oranda)    | Chakin                 | Japon      | Corps ovoïde, tête coiffée, type ? | Nageoires ?, queue ?                                                  | Brune         | ?                             |
| Hanafusa (ja)                     | Illustration manquante | Japon      | Corps ?, type ?                    | Pas de dorsale, queue ?                                               | ?             | ?                             |
| Jumbo holland (ja)                | Illustration manquante | Japon      | Corps ?, type ?                    | Nageoires ?, queue ?                                                  | ?             | ?                             |
| Oranda (Dutch lionhead)           | Oranda                 | Chine      | Corps ovoïde, tête coiffée, type ? | Nageoires longues, queue éventail ou frangée                          | Toute         | L/T/C/Cf-N-O-H-F/Fr/V         |
| Redcap (ja) (Red cap oranda)      | Redcap                 | ?          | Corps ovoïde, coiffe rouge, type ? | Nageoires ?, queue de type fantail ou longue de type frangée ou voile | Blanche       | L/T/C/Cf-N-O-H-F/Fr/V, tancho |
| Seibun (ja) (Blue oranda)         | Seibun                 | Japon      | Corps ovoïde, type ?               | Nageoires ?, queue ?                                                  | Gris bleuâtre | ?                             |

### Ryukin et apparentés
| Nom(s) (anglais)  | Image                  | Origine(s) | Corps et écaillure                                | Nageoires et queue                                           | Couleur(s) | Codification/Standard |
| ----------------- | ---------------------- | ---------- | ------------------------------------------------- | ------------------------------------------------------------ | ---------- | --------------------- |
| Muse (ja)         | Illustration manquante | Japon      | Corps ?, type ?                                   | Nageoires ?, queue ?                                         | ?          | ?                     |
| Ryukin            | Ryukin                 | Chine      | Corps ovoïde, voir globuleux et très haut, type ? | Dorsale très haute, queue éventail ou frangée                | Toute      | N-N-O/G-H-F/Fr        |
| Tamasaba ou Sabao | Tamasaba               | Japon      | Corps ovoïde, voir globuleux et très haut, type ? | Nageoires ?, queue ?                                         | ?          | ?                     |
| Tetsuonaga (ja)   | Illustration manquante | Japon      | Corps ?, type ?                                   | Nageoires ?, queue ?                                         | ?          | ?                     |
| Tosakin           | Tosakin                | Japon      | Corps ovoïde ou globuleux, type ?                 | Nageoires assez longues, queue tosakin (simple et recourbée) | Toute      | N-N-O-N-T             |

### Télescope et apparentés
| Nom(s) (anglais)                     | Image          | Origine(s) | Corps et écaillure                     | Nageoires et queue                            | Couleur(s)                   | Codification/Standard |
| ------------------------------------ | -------------- | ---------- | -------------------------------------- | --------------------------------------------- | ---------------------------- | --------------------- |
| Black Moor (Black telescope)         | Black moor     | Chine      | Corps ovoïde, yeux globuleux, type mat | Nageoires ?, queue fantail, voile ou papillon | Noire                        | N-T-O/G-H-F/Pa, noir  |
| Butterfly tail                       | Butterfly tail | Chine      | Corps ?, yeux globuleux, type ?        | Nageoires ?, queue ?                          | ?                            | ?                     |
| Panda moor (Panda telescope)         | Panda moor     | ?          | Corps ovoïde, yeux globuleux, type ?   | Nageoires ?, queue fantail, voile ou papillon | Blanche accompagnée de noire | ?                     |
| Télescope ou Demekin (Telescope eye) | Télescope      | Chine      | Corps ovoïde, yeux globuleux, type ?   | Nageoires ?, queue fantail, voile ou papillon | Souvent rouge et noire       | N-T-O/G-H-F/Pa        |

### Variétés àécailles(en)perlées
| Nom(s) (anglais)   | Image       | Origine(s)     | Corps et écaillure                     | Nageoires et queue        | Couleur(s) | Codification/Standard |
| ------------------ | ----------- | -------------- | -------------------------------------- | ------------------------- | ---------- | --------------------- |
| Hamanishiki (ja)   | Hamanishiki | Japon          | Corps ovoïde, tête coiffée, type perlé | Nageoires ?, queue ?      | ?          | ?                     |
| Perlé (Pearlscale) | Perlé       | Chine et Japon | Corps ovoïde, tête coiffée, type perlé | Nageoires ?, queue courte | Toute      | N-N-O-p-N-F           |

### Variétés sansdorsale
| Nom(s) (anglais)                       | Image                  | Origine(s)            | Corps et écaillure                                                          | Nageoires et queue                                           | Couleur(s) | Codification/Standard |
| -------------------------------------- | ---------------------- | --------------------- | --------------------------------------------------------------------------- | ------------------------------------------------------------ | ---------- | --------------------- |
| Bubble ou Uranoscope (Bubble eye)      | Bubble                 | Chine                 | Corps ovoïde mais assez fin, poches sous les yeux, type ?                   | Pas de dorsale, queue fantail ou fringetail                  | ?          | N-F-O-A-F             |
| Izumo Nankin                           | Illustration manquante | Japon                 | Corps ?, type ?                                                             | Nageoires ?, queue ?                                         | ?          | ?                     |
| Kinranshi (de)                         | Kinranshi              | Japon                 | Corps ?, type ?                                                             | Pas de dorsale, queue ?                                      | ?          | ?                     |
| Lionchu                                | Lionchu                | Thaïlande             | Corps ovoïde, coiffe tête de lion, type ?                                   | Pas de dorsale, queue ?                                      | ?          | ?                     |
| Lorgnette de ciel (Celestial eye)      | Lorgnette de ciel      | Chine et Corée du Sud | Corps ovoïde mais assez élancé, yeux globuleux tournés vers le haut, type ? | Pas de dorsale, queue fantail                                | ?          | N-F-O-A-F/Fr          |
| Poisson œuf (Eggfish)                  | Poisson œuf            | Japon                 | Corps globuleux, tête normale, type ?                                       | Pas de dorsale, queue fantail                                | ?          | ?                     |
| Ranchu ou Tête de buffle (Buffalohead) | Ranchu                 | Japon                 | Corps ovoïde, coiffe tête de lion, type ?                                   | Pas de dorsale, queue fantail, cassure à la base de la queue | Toute      | L-N-O-A-F             |
| Shukin                                 | Shukin                 | Japon                 | Corps ?, type ?                                                             | Pas de dorsale, queue ?                                      | ?          | ?                     |
| Tête de lion (Lionhead)                | Tête de lion           | Chine                 | Corps ovoïde, coiffe tête de lion, type ?                                   | Pas de dorsale, queue fantail                                | Toute      | L-N-O-A-F             |
| Tsugarunishiki (ja)                    | Illustration manquante | Japon                 | Corps ?, type ?                                                             | Nageoires ?, queue ?                                         | ?          | ?                     |

### Autres
| Nom(s) (anglais)           | Image                  | Origine(s)     | Corps et écaillure                                                | Nageoires et queue                                               | Couleur(s)                       | Codification/Standard |
| -------------------------- | ---------------------- | -------------- | ----------------------------------------------------------------- | ---------------------------------------------------------------- | -------------------------------- | --------------------- |
| Curled-gill                | Curled-gill            | ?              | Corps ?, opercules recourbés, type ?                              | Nageoires ?, queue ?                                             | ?                                | ?                     |
| Legan (ja)                 | Illustration manquante | Chine          | Corps ?, type ?                                                   | Nageoires ?, queue ?                                             | ?                                | ?                     |
| Meteor                     | Meteor                 | ?              | Corps ?, type ?                                                   | Nageoires ?, queue absente                                       | ?                                | ?                     |
| Poisson rouge chinois (ja) | Illustration manquante | Chine          | Corps ?, type ?                                                   | Nageoires ?, queue ?                                             | ?                                | ?                     |
| Pompon                     | Pompom                 | Chine et Japon | Corps ovoïde, excroissances nasales doubles ou quadruples, type ? | Nageoires assez longues, queue éventail                          | Toute                            | P-N-O-A-F             |
| Queue d'éventail (Fantail) | Queue d'éventail       | Chine et Japon | Corps ovoïde, type ?                                              | Nageoires mi-longues, queue assez courte                         | Toute                            | N-N-O-H-F             |
| Queue de voile (Veiltail)  | Queue de voile         | États-Unis     | Corps ovoïde, voir globuleux, type ?                              | Nageoires très longues, queue très tombante, lobes non distincts | Toute (surtout rouge et blanche) | N-N-O/G-H-V           |
| Queue frangée (Fringetail) | Illustration manquante | ?              | Corps ovoïde, type ?                                              | Nageoires très longues, queue longue, lobes bien distincts       | Toute (surtout rouge)            | N-N-O-H-Fr            |

### Note
1. ↑  Variété dont l'existence n'est pas certaine.